# Vesterå (Aalborg)
Vesterå er tidligere å i Aalborg. Den lå parallelt med Østerå og er omtalt i Kong Valdemars Jordebog, hvor der nævnes en vold mellem Vesterå og Østerå. I renæssancens tidlige år havde Vesterå ikke særlig stor betydning, da den var for lavvandet til at fungere som havn, ligesom den i de varmere periode havde en tendens til helt at udtørre.
Da byen blev større, voksede behovet for pakhuse, lodsningsmuligheder og mølledrift, og derfor blev der igangsat tilvandings- og kanalarbejde for at stabilisere vandstanden i Vesterå samt etableret bolværk. Alligevel blev Vesterå aldrig lige så stor eller vigtig som Østerå. Hasseris Å havde i årene fra 1594 til 1897 udløb til Vesterå.:31, 33 Området omkring åen blev bebygget med købmandsgårde i 1600, og i dag kan man finde henvisning til åen i gaden med samme navn.
Fra 1865 var der en pontonbro over Limfjorden lige ved Vesterås udmunding. Broen lå der, til Limfjordsbroen blev indviet i 1933.